# Copitarsia turbata
Copitarsia turbata là một loài bướm đêm trong họ Noctuidae.